# William Cavendish (1698-1755)

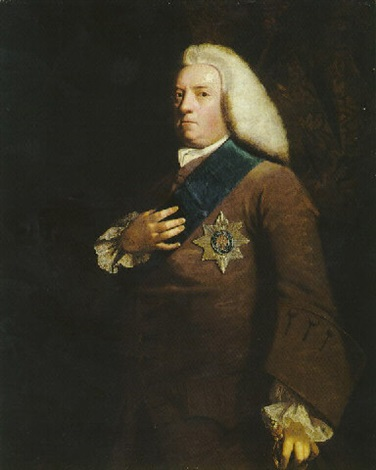
El III duque de Devonshire.

William Cavendish, III duque de Devonshire, (26 de septiembre de 1698-5 de diciembre de 1755), caballero de la Orden de la Jarretera, consejero privado del Reino Unido fue un aristócrata británico del partido whig, hijo de William Cavendish, II duque de Devonshire, y Rachel Russell.
Se casó con Catherine Hoskins (o Hoskyn) (m. 8 de mayo de 1777) el 27 de marzo de 1718. Tuvieron siete hijos:
- Caroline Cavendish (22 de mayo de 1719-20 de enero de 1760), esposa de William Ponsonby.
- William Cavendish (8 de mayo de 1720-2 de octubre de 1764), nacido el mismo día que su madre, llegó a ser primer ministro del Reino Unido.
- George Augustus Cavendish (m. 2 de mayo de 1794), que murió soltero.
- Elizabeth Cavendish (antes de 1727-1796), casada con el político irlandés John Ponsonby.
- Frederick Cavendish (c. 1729-21 de octubre de 1803), que alcanzó a ser Mariscal de Campo pero murió soltero.
- John Cavendish (c. 1734-1796).
- Rachel Cavendish (m. 1805), se casó con Horatio Walpole, I conde de Orford.

Miembro del Consejo Privado desde 1731, sirvió como Lord del Sello Privado de 1731 a 1733. Investido caballero de la Orden de la Jarretera en 1733. En 1739, dirigió como gobernador fundacional, el Hospital Foundling de niños huérfanos en Londres, que tenía por objeto aliviar el problema de los bebés que eran abandonados por madres indigentes y que terminó convirtiéndose en un centro importante del arte y la música británica.
Como dato anecdótico, William Cavendish también es reconocido como el ancestro común más reciente de Carlos, Príncipe de Gales y Escocia, sucesor del trono inglés y su primera esposa, lady Diana Spencer, más conocida como Lady Di, ya fallecida. Carlos y Diana eran primos séptimos ya que Carlos desciende del hijo de William, IV duque de Devonshire, y Diana era descendiente de la hija de William, Elizabeth.